# Loxostege unicoloralis
Loxostege unicoloralis là một loài bướm đêm trong họ Crambidae.